# Пюттиньи
Пюттиньи́ (фр. Puttigny) — коммуна во французском департаменте Мозель региона Лотарингия. Относится к  кантону Шато-Сален.	

## География
Пюттиньи расположен в 45 км к юго-востоку от Меца. Соседние коммуны: Ваннкур и Дален на севере, Бюрльонкур на северо-востоке, Обрек на юго-востоке, Морвиль-ле-Вик на юге, Шато-Сален, Амелекур и Любекур на юго-западе, Жербекур на западе, Вакси на северо-западе.

## История
- Известен с IX века как Эдиваль (Hédival), когда был центром одноимённого сеньората.

## Демография
По переписи 2008 года в коммуне проживал 71 человек.

## Достопримечательности
- Остатки древнеримской усадьбы в окрестном местечке Вализ.
- Развалины дома сеньора де Эдиваль.
- Церковь Нотр-Дам XVIII века, алтарь XVIII века.
- Часовня Сент-Юрсюль XVII века.
- Развалины часовни в Эдиваль.